# Aït Aouggacha
Aït Aouggacha (în arabă آيت أقواشة) este o comună din provincia Tizi Ouzou, Algeria.
Populația comunei este de 4.306 locuitori (2008).